# Kompensationsgeschäft
Als Kompensationsgeschäft (oder Kompensationshandel; englisch counter trade oder barter) werden in der Wirtschaft Handelsgeschäfte bezeichnet, bei denen Waren oder Dienstleistungen nicht ausschließlich mit Geld bezahlt werden müssen, sondern als Gegenleistung ganz oder teilweise mit anderen Waren oder Dienstleistungen beglichen werden.

## Allgemeines
Das Wort Kompensationsgeschäft ist auf den Realtausch von Waren (lateinisch compensatio, „Aufrechnung“) zurückzuführen. Kompensationsgeschäfte weichen von üblichen Kaufverträgen dadurch ab, dass der Käufer den Kaufpreis in Geld nicht zahlen kann oder will, weil Geld- oder Devisenmangel besteht. Kompensationsgeschäfte sind mithin dadurch gekennzeichnet, dass Wirtschaftssubjekte wechselseitig Leistungen miteinander austauschen, unabhängig davon, ob es Zahlungsströme gibt oder nicht. Sie kommen meist im Außenhandel beim Import vor, weil der Importeur oder dessen Staat devisenschwach ist und der Staat sogar dann einen Transferstopp verhängen könnte, wenn der Importeur selbst zahlungsfähig ist. Sollen Exporte dennoch stattfinden, ist außer der – dann besonders riskanten – Außenhandelsfinanzierung (mit Exportkreditversicherung) ein Kompensationsgeschäft möglich.

## Geschichte
Als es noch kein Geld gab, galt der Tauschhandel als die einzige Möglichkeit des Warenerwerbs. Händler und Landwirte tauschten zwecks Bedarfsdeckung Gegenstände oder Nutztiere gegen Lebensmittel oder sonstigen Alltagsbedarf ein. Bereits das Alte Testament verlangte im 3. Buch Mose, dass der Tauschwert beider Tauschobjekte annähernd gleich sein sollte: „Man soll ein Tier nicht auswechseln noch tauschen, ein gutes gegen ein schlechtes oder ein schlechtes gegen ein gutes. Wenn aber jemand auswechselt ein Tier gegen das andere, so sollen sie beide heilig sein“ (Lev 27,10 ). Für die alten Babylonier bestand zwischen Kauf und Tausch kein großer juristischer Unterschied, denn sie wurden als wesensgleiche Rechtsgeschäfte mit dem Ziel des Güterumsatzes angesehen.
Auch die Römer kannten den Tauschhandel (lateinisch permutatio mercium, „Vertauschung der Waren“), denn bis zur Einführung des Geldes existierte auf der Grundlage des Tauschhandels lediglich der Tauschvertrag, bei dem die Vertragsparteien gegenseitig Sachen mit einem ungefähr gleichen Tauschwert austauschten. Cicero verstand unter der „permutatio“ noch den Umsatz. Beim Tausch musste später Iulius Paulus zufolge für beide Vertragsparteien dem jeweiligen Empfänger an der Sache Eigentum verschafft werden. Für ihn war klar, dass beim Tausch nicht zwischen Käufer und Verkäufer unterschieden werden könne. Im frühen römischen Recht begann bereits die Verdrängung des Tauschvertrages durch den Kaufvertrag (lateinisch emptio venditio; wörtlich: „Kauf/Verkauf“). Der hochklassische Jurist des 2. Jahrhunderts, Gaius, verlangte in seinen Institutionen, dass der Kaufpreis „in klingendem Geld“ zu bestehen habe, der Tauschvertrag galt nun als überholt. Seitdem wurde der bisherige Tauschwert durch den objektiveren Geldwert ersetzt. Doch der Geldmangel, der bereits unter Augustus begann, hielt den Tauschvertrag am Leben. So verschafften sich die Griechen Wein durch die Hingabe von Bronze, Eisen, Fellen und Sklaven.
Im Frühmittelalter überwog deshalb weiterhin der Tauschhandel, Waren wechselten den Besitzer, ohne dass Geld für sie bezahlt wurde. Das mittelhochdeutsche Wort „tûsch“ („Spaß, Gespött, Täuschung, Betrug“) etablierte sich erstmals 1172 in Priester Wernhers „Drei Liedern von der Magd“ („Driu liet von der maget“). Das mittelhochdeute Wort wies bereits darauf hin, dass man sich beim Tausch durch unterschiedlich eingeschätzte Tauschwerte auch täuschen oder betrogen werden kann. Im Mittelalter blieben trotz des vorhandenen Geldes auch Tauschgeschäfte neben Kaufverträgen üblich. Dabei kam es vor, dass innerhalb Deutschlands bei Tauschgeschäften doppelte Zollgebühren verlangt wurden. Auch der Tausch von Grundstücken war üblich, auf diese Weise betrieben Grundstücksnachbarn private Flurbereinigung.
Das Allgemeine Preußische Landrecht (APL) vom Juni 1794 nannte die beiden Tausch-Kontrahenten Käufer und Verkäufer (I 11, § 364 APL) und räumte beiden die Möglichkeit ein, bei ungleichem Tauschwert „vom Tausch wieder abzugehen“ (I 11, § 365 APL). Das österreichische ABGB vom Januar 1812 definierte den Tausch als einen Vertrag, „wodurch eine Sache gegen eine andere Sache überlassen wird“ (§ 1045 ABGB).
Die in Staatsverträgen („Clearingabkommen“) festgelegten Vorschriften im Zahlungsverkehr bildeten sowohl in den Vorkriegs- als auch in den Kriegsjahren des Zweiten Weltkriegs die Grundlage für die schweizerischen Wirtschaftsbeziehungen mit den Achsenmächten. Die Weltwirtschaftskrise führte ab 1929 in den mittel- und osteuropäischen Staaten zu einer dramatischen Verknappung der Gold- und Devisenreserven. Die Regierungen Deutschlands und Italiens griffen zu rigorosen Zahlungs- und Handelsbeschränkungen, die auch mit der Schweiz zu einer starken Beeinträchtigung der Außenwirtschaftsbeziehungen führten. Zum Schutz der Exportindustrie und des Tourismus schloss die Schweizer Regierung 1934 mit Deutschland und 1935 mit Italien Clearingabkommen, welche den bilateralen Wirtschaftsverkehr nahezu ohne Austausch von effektiven Devisen sicherstellten. Auch wenn die Abkommen offiziell Clearingabkommen hießen, so handelte es sich hierbei doch um Kompensationsgeschäfte, weil etwa 20 % des Volumens mit Devisen zu bezahlen waren.
Der im Oktober 1952 gegründete Ost-Ausschuss der Deutschen Wirtschaft förderte den Handel mit Osteuropa. Der so genannte „Osthandel“ hatte die Devisenschwäche der östlichen COMECON-Mitglieder zu berücksichtigen, sodass Kompensationsgeschäfte die bedeutsamsten Transaktionen deutscher Exporteure mit dem Ostblock darstellten. Auf ihn gingen auch die Deutsch-sowjetischen Röhren-Erdgas-Geschäfte seit Februar 1970 zurück, ein Barter, der deutsche Großröhren und Bankkredite gegen sowjetische Erdgaslieferungen austauschte. Ab 1976 kam es wegen drastisch gestiegener Rohkaffepreise zur Kaffeekrise in der DDR, die nur teilweise durch Tauschgeschäfte „Rüstung gegen Kaffee“ etwa mit Äthiopien behoben werden konnte. Etwa zur gleichen Zeit baute Frankreich seine Atomstreitmacht ab 1974 durch Uranimporte aus der Zentralafrikanischen Republik im Austausch gegen Waffen aus.
Devisenschwachen Entwicklungsländern bleibt auch heute meist als einzige Möglichkeit, ihre Rohstoffe zu exportieren, indem sie im Gegenzug Fertigerzeugnisse der Industriestaaten importieren. Selbst bei Ausnutzung von Marktmacht gelingt es den Entwicklungsländern meist nicht, hierdurch die Terms of Trade zu ihren Gunsten zu verbessern.

## Arten
Man unterscheidet folgende Arten:
- Barter-Handel (englisch barter trade) besteht im Warenhandel aus verschiedenen Formen des Tauschhandels durch geldlose Verrechnungssysteme oder komplementäre Zahlungssysteme.
- Kompensationsgeschäft:
  - Bei der Vollkompensation (englisch full compensation) gleichen sich die Warenströme wertmäßig vollständig aus.
  - Bei der Teilkompensation (englisch partial compensation) wird ein Teil der Warenlieferungen durch Zahlung des Saldos ausgeglichen.
- Gegengeschäft (englisch counter purchase): Es wird durch einen Kopplungsvertrag realisiert, bei dem das Exportgeschäft an ein Importgeschäft gekoppelt ist, wobei beide Geschäfte durch einen Rahmenvertrag miteinander verbunden sind.[17]
  - Parallelgeschäfte (englisch parallel barter) bestehen aus zwei gleichzeitig abgeschlossenen wechselseitigen Kaufverträgen, wobei jeder einzelne Kaufpreis bezahlt wird, weshalb keiner der Vertragspartner einen Geldzufluss verzeichnen kann.[18]
  - Junktimgeschäfte (englisch advance purchase) sind durch einen ringförmigen Tauschhandel zwischen drei oder mehr Ländern gekennzeichnet. Der Exporteur liefert Waren an einen Importeur gegen Devisen. Der Exporteur muss jedoch eine Abnahmeverpflichtung für Waren des Importeurs als Kopplungsgeschäft eingehen, die der Exporteur mangels Bedarf an einen anderen Importeur verkauft.
  - Bei Auflagengeschäften (englisch offset compensation) muss der Exporteur bestimmte Auflagen des Importeurstaates erfüllen, etwa die Vergabe von Aufträgen an Zulieferer im Importeurstaat.
- Beim Rückkaufgeschäft (englisch buy back trade) werden die mit einer gelieferten Anlage hergestellten Produkte vom Anlagenlieferanten gekauft.[19]

Sämtliche Arten haben gemeinsam, dass sie grenzüberschreitenden Außenhandel darstellen und gar keine oder geringe Kaufpreiszahlungen zur Folge haben.

### Kompensationsgeschäfte im Außenhandel
Kompensationsgeschäfte werden oft im Außenhandel abgewickelt, um Devisenprobleme zu vermeiden bzw. die Devisenbilanz des Importlandes nicht zu belasten. Werden Kompensationsgeschäfte durch Handelsabkommen zwischen Staaten vereinbart, handelt es sich um Switch-Geschäfte. Für den einzelnen Importeur und Exporteur sind diese Austauschgeschäfte nicht zwangsläufig miteinander verbunden, sodass ein Importeur bei seinem Export nicht zwangsläufig eine Geschäftsbeziehung zum selben Exporteur haben wird.

### Kompensationsgeschäfte bei Wertpapieren
Typischer Fall ist beim Unternehmenskauf der Aktientausch, bei welchem sich die Vertragsparteien gegenseitig ihre eigenen Aktien anstelle eines Kaufpreises austauschen.
Ein Kompensationsgeschäft liegt auch dann vor, wenn Kreditinstitute im Wertpapiergeschäft als Kommissionär am selben Bankarbeitstag Kauf- und Verkaufsorders durch Selbsteintritt gemäß § 400 HGB ausführen, ohne eine Wertpapierbörse einzuschalten.

## Kompensationsgeschäfte zum Klimaschutz
Bei Kompensationsgeschäften zum Klimaschutz soll der durch bestimmte Aktivitäten verursachte Treibhausgas-Ausstoß durch Einsparungen beim Treibhausgas-Ausstoß oder Speicherung in Kohlenstoffsenken an anderer Stelle wieder ausgeglichen werden. Der gesamte Treibhausgas-Ausstoß bleibt hierbei gleich. Klimakompensation erlaubt es, nur noch schwer und aufwändig zu vermeidende Emissionen durch die Finanzierung günstiger durchzuführender Maßnahmen an anderer Stelle auszugleichen. Sie bewirkt aber insgesamt keine Emissionsminderung und wird daher häufig als gegenüber der Emissionsvermeidung nachrangiges Instrument des Klimaschutzes angesehen.

## Abgrenzung
Zuweilen werden Kompensationsgeschäfte als Synonym für Tauschhandelsgeschäfte angesehen. Der Tauschhandel setzt jedoch stets voraus, dass keine Geldzahlung – auch nicht als Teilzahlung – als Gegenleistung erbracht wird.

## Außenwirtschaftliche Bedeutung
Kompensationsgeschäfte erfordern vom Importeur keine Geldzahlung, sodass er seine Liquidität schonen kann und dadurch auch die Devisenbilanz des Importeurstaats nicht belastet wird. Das ist der eigentliche Zweck dieser Geschäfte. Theoretisch könnten Kompensationsgeschäfte dazu beitragen, dass das Niveau der Importpreise sinkt bei gleichzeitigem Ansteigen des Exportpreisniveaus. Tatsächlich jedoch führt der geringe Anteil der Entwicklungsländer am Welthandel zu einem sehr begrenzten Einfluss auf die Terms of Trade. Der Kompensationshandel trägt jedenfalls zur Exportförderung und Entwicklungshilfe bei, umgeht Devisenverkehrsbeschränkungen und hilft bei der Erschließung von Auslandsmärkten.